# Badenweiler
Badenweiler är en kommun och ort i Landkreis Breisgau-Hochschwarzwald i regionen Südlicher Oberrhein i Regierungsbezirk Freiburg i förbundslandet Baden-Württemberg i Tyskland.  Folkmängden uppgår till cirka 13 invånare, på en yta av 
13 kvadratkilometer.
Kommunen ingår i kommunalförbundet Müllheim-Badenweiler tillsammans med städerna Müllheim och Sulzburg samt kommunerna Auggen och Buggingen.
Orten är känd för sina radioaktiva källor, som utnyttjades redan på romartiden. De romerska badanläggningarna är arkeologiskt utgrävda.